# LEW DE-III-M
As locomotivas diesel-elétricas LEW DE III M, foram comprada junto a LEW empresa estatal da Alemanha Oriental, entre 1967 e 1968, pela Companhia Mogiana de Estradas de Ferro e foram utilizadas para manobras, trens de serviço e de tração.
Essa maquinas apresentavam rodagem B-B, com potência de 1400 HP (956 kW).